# Giro delle Fiandre 1958
Il Giro delle Fiandre 1958, quarantaduesima edizione della corsa, fu disputato il 30 marzo 1958, per un percorso totale di 230 km. Fu vinto dal belga Germain Derycke, al traguardo con il tempo di 6h07'00", alla media di 37,600 km/h, davanti a Willy Truye e Angelo Conterno.
I ciclisti che partirono da Gand furono 153; coloro che tagliarono il traguardo a Wetteren furono 61.

## Ordine d'arrivo (Top 10)
| Pos. | Corridore       | Squadra               | Tempo    |
| ---- | --------------- | --------------------- | -------- |
| 1    | Germain Derycke | Carpano               | 6h07'00" |
| 2    | Willy Truye     | Mercier-BP-Hutchinson | s.t.     |
| 3    | Angelo Conterno | Carpano               | s.t.     |
| 4    | Armand Desmet   | Groene Leeuw-Leopoldo | s.t.     |
| 5    | Marcel Janssens | Elvé-Peugeot-Marvan   | s.t.     |
| 6    | Briek Schotte   | Libertas-Dr. Mann     | s.t.     |
| 7    | Nino Defilippis | Carpano               | s.t.     |
| 8    | Pino Cerami     | Elvé-Peugeot-Marvan   | s.t.     |
| 9    | Yvo Molenaers   | Groene Leeuw-Leopoldo | s.t.     |
| 10   | Fred De Bruyne  | Carpano               | a 10"    |